# Artsana
Artsana Group è un'azienda italiana nata nel 1946, su iniziativa di Pietro Catelli, come distributore di siringhe. Attiva da sempre nella distribuzione di prodotti sanitari e per l'infanzia con i marchi Chicco e poi Control, dall'aprile 2016 è controllata per il 60% dal fondo di private equity Investindustrial di Andrea Bonomi.

## Storia

### Due attività distinte
Nata come distributore di siringhe, sviluppa inizialmente il marchio Pic Solution dedicato all'automedicazione con lo slogan "la puntura che non fa paura" e poi fonda nel 1958, dedicandolo al figlio Enrico, il marchio Chicco specializzato nei prodotti per l'infanzia. Opera quindi con due attività distinte: i prodotti per l'infanzia e l'automedicazione, ciascuno con una produzione e una forza vendite dedicate.

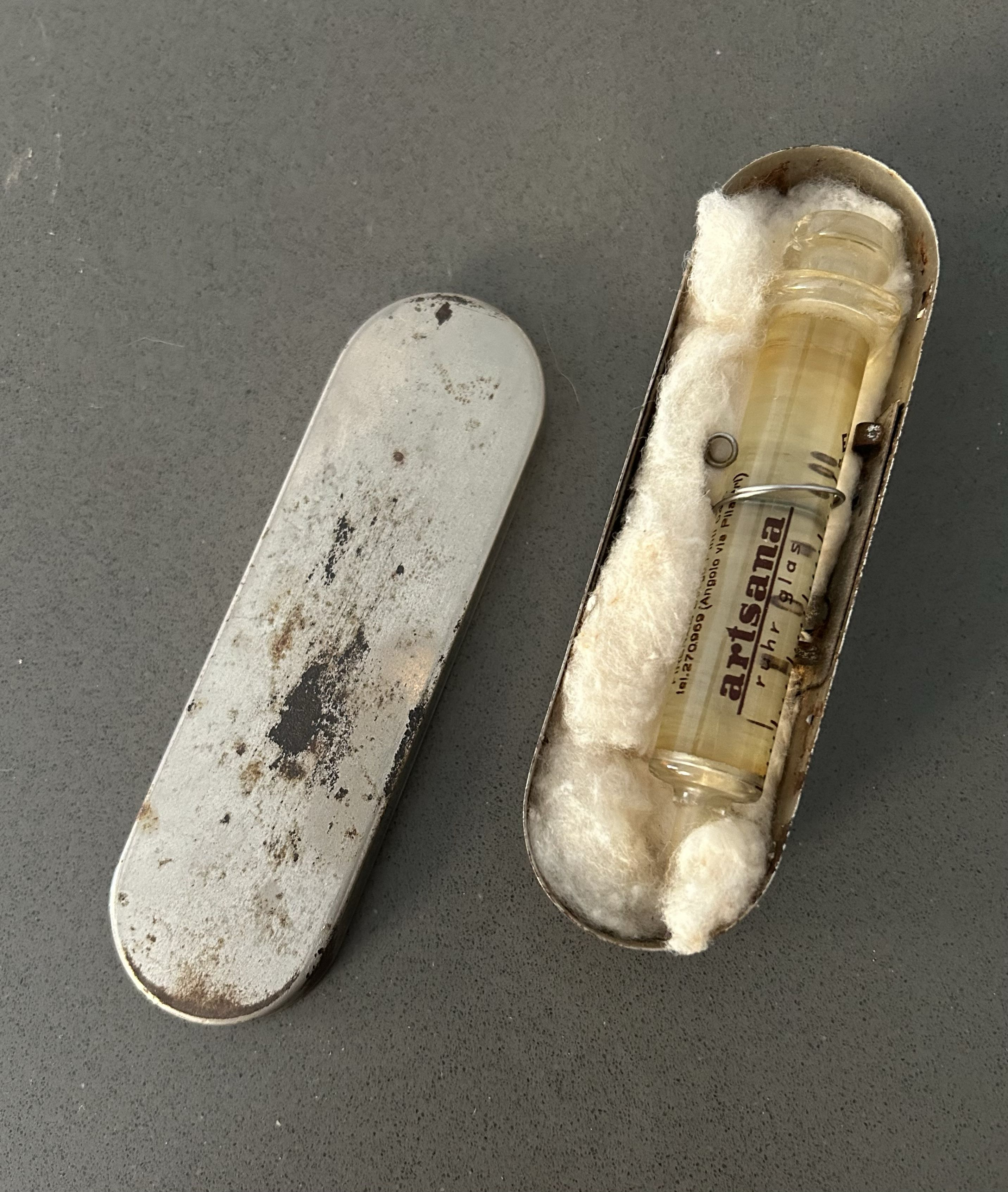
Siringa Artsana in vetro, anni '50

I prodotti per l'infanzia (Chicco e altri marchi) comprendono una gamma completa di articoli per i bambini da 0 36 mesi di età, tra cui l'allattamento (con i prodotti alimentari), i giovani (passeggini e seggiolini per auto), i giocattoli, l'abbigliamento (scarpe e pannoloni). Famosi i giocattoli come la casina delle api e il biberon dotato di sistema antisinghiozzo.  La vendita è realizzata attraverso negozi specializzati. L'automedicazione (soluzioni Pic), effettuata attraverso farmacie e ospedali, comprende soluzioni relative al diabete (siringhe, aghi, finger punch test), prodotti per la cura personale  (medicazioni, cerotti), prodotti per la venipuntura (siringhe), strumenti elettromedicali (aerosol, nebulizzatori, umidificatori). Comprende anche i profilattici Control e i cosmetici femminili Lycia.
Nel 1986 Artsana lancia il marchio Serenity di prodotti igienico sanitari per l'incontinenza. Nel bienno 1993-94 realizza a Ortona un nuovo stabilimento dedicato a questi prodotti. 
Nel 1996 Artsana Group acquisisce dai francesi di Pinault Printemps Redoute il noto marchio Prénatal con 343 punti vendita, rafforzandosi nel business dell'abbigliamento premaman e per i bambini da 0 a 12 anni.
Nei primi anni duemila, mentre è completato il passaggio generazionale da Pietro Catelli ai figli Enrico, Michele e Francesca, la società incontra momenti di difficoltà dovuti alla crisi economica. Sono annunciato tagli di personale, nel 2014 sono chiuse le produzioni realizzate in Cina e riportate in Italia.
Nel 2013 Artsana vende lo stabilimento di Ortona per i prodotti Serenity alla società Ontex.
Nel 2015 Artsana firma con Giochi Preziosi un'intesa per la nascita del polo dei giocattoli conferendo i marchi Prénatal a una joint venture paritaria. La nuova società, Prénatal Retail Group (Prg), dispone di 400 negozi e punti vendita in Italia, Francia, Spagna, Portogallo, Svizzera.

### Entra il fondo di private equity
Nell'aprile 2016 Investindustrial, il fondo di private equity di Andrea Bonomi, rileva il 60% di Artsana con un investimento di 750 milioni di euro e valutando l'azienda 1,3 miliardi di euro. Nell'ottobre 2016 Artsana cede per 63,1 milioni di euro il ramo d'azienda Lycia, prodotti cosmetici e per l'igiene, alla Sodalco, controllata da Sodalis Group di Fabio Granata produttrice della linea di prodotti da bagno con il marchio Mantovani.
Nel luglio 2017 Artsana acquista con un investimento di 105 milioni di euro il 50% della Prénatal Retail Group, la joint venture (in cui ha già il 50%) creata appena nel 2015 con Giochi Preziosi in grande difficoltà e finita in parte nelle mani del taiwanese Michael Lee. La Prénatal Retail Group, ora al 100% dell'Artsana, opera con una rete di oltre 400 punti vendita sotto 4 insegne: Toys Center, Prénatal, Bimbo Store, King Jouet.
Nel 2018 viene lanciato il marchio Goovi, controllato al 70% da Artsana e al 25% da Michelle Hunziker. Artsana e Recaro hanno firmato sempre nel 2018 un accordo di esclusiva per la produzione e la distribuzione di passeggini e seggiolini a marchio Recaro. Martin Putsch, Amministratore Delegato del gruppo Recaro, ha affermato di avere trovato in Artsana il partner ideale: "Entrambe le compagnie condividono gli stessi valori, standard di qualità e attenzioni per i propri clienti". Nello stesso anno Investindustrial acquisisce HTL Strefa con l’obiettivo di aggregarla a PIC. Viene così costituito il polo degli aghi controllato da Investindustrial e partecipato dalla famiglia Catelli, separandolo da Artsana.

### Ricerca e sviluppo
Il gruppo Artsana impegna ingenti capitali nella ricerca e sviluppo: negli ultimi 3 anni sono stati investiti in questo campo oltre 200 milioni di euro.
Il cuscino Boppy, marchio acquisito nel 2008, è stato nominato Child Product of the Years per più di 15 volte.

#### Chicco BebèCare
Dalla fine del 2017, Artsana e Samsung hanno dato inizio a una collaborazione per lo sviluppo di sistemi anti abbandono.
Il progetto Chicco BebèCare è stato il primo sistema di dispositivi anti-abbandono integrati nei seggiolini auto studiato, progettato e sviluppato in Italia.

### Politica distributiva
La sede è a Grandate, in provincia di Como. Artsana commercializza i suoi marchi in più di 150 Paesi attraverso la rete Prenatal Retail Group, numerosi distributori locali, e circa 400 punti vendita Chicco.
Sono presenti globalmente 23 filiali attive, e 4 unità produttive in Europa, di cui 2 in Italia (Verolanuova e Gessate, rispettivamente in provincia di Brescia e Milano).

## Sponsorizzazioni
Con il marchio PiC Solution dal 2012 Artsana Group ha avviato il progetto di Responsabilità Sociale Aziendale “Aiuta con Pic.”
In Italia Chicco sostiene l'Associazione Ai.Bi. – Amici dei Bambini con il progetto "Chicchi di Felicità per bimbi speciali" e a livello internazionale, dal 2013, la Fondazione Mission Bambini con il coinvolgimento delle principali filiali del gruppo con il progetto “ “Happiness goes from heart to heart”.

## Artsana e la sostenibilità
Artsana aderisce a UN Global Compact dal 2017, iniziativa delle Nazioni Unite per lo sviluppo sostenibile in materia di diritti umani, lavoro, ambiente e lotta alla corruzione ed è tra i soci fondatori di Global Compact Network Italia, il network italiano.
Ai propri fornitori, il gruppo richiede di aderire agli stessi principi attraverso l'adozione del proprio codice etico, e l'adesione a programmi di settore, quali Bangladesh Accord for Ready Made Garments e Ethical Toy Program.
In materia di gestione energetica, Artsana ha installato sistemi di misurazione in tutti gli stabilimenti italiani per monitorare e ottimizzare i consumi.
Artsana ha implementato sistemi di cogenerazione per limitare l'impatto ambientale della produzione. Lo stabilimento di Verolanuova (BS) impiega un impianto di trigenerazione di 900 kW, che permette di assicurare il 50% del fabbisogno elettrico dell'unità produttiva, e tra il 20 e il 30% di quello termico con una riduzione delle emissioni di CO2 di circa 500 tonnellate all'anno.
Per le proprie collezioni di abbigliamento e scarpine Chicco, Artsana ha stipulato un impegno formale con LAV e Fur Free Alliance per promuovere una moda senza l'utilizzo di pellicce animali.
Numerosi prodotti del gruppo presentano la certificazione Oeko-Tex, standard internazionale che garantisce la sicurezza ecologica e l'assenza di sostanze nocive nei processi di produzione.
Nel 2019, è stata sviluppata una linea di piumini Chicco Ecodown, con imbottitura realizzata al 100% con fibre riciclate da bottigliette di plastica.

## Progetti per la responsabilità sociale
Dal 2010, Artsana in Italia ha dato vita al progetto Chicco di Felicità, realizzando una linea di prodotti specifici per il sostegno all'associazione CAF (Centro di Aiuto ai Minori e alla Famiglia in crisi). Nei primi dieci anni del progetto sono stati venduti circa 560.000 prodotti.
Dal 2013 Artsana attraverso 9 filiali del gruppo ha avviato il progetto“Happiness goes from heart to heart ” a sostegno della Fondazione Mission Bambini. Il programma supporta missioni mediche in Asia, Africa e America Latina per la cura di bambini affetti da gravi patologie cardiache.
In Portogallo dal 2006 è attivo il progetto Chicco dà Vida, volto a migliorare la qualità di vita dei neonati prematuri, attraverso la donazione di attrezzature mediche.

## Territorio
Come tributo alla figura del fondatore, Cavaliere del Lavoro Pietro Catelli (scomparso nel 2006), l'azienda ha promosso la nascita di:
- asilo nido – il Villaggio dei Bambini - per i figli dei dipendenti di Artsana Grandate e per i comuni limitrofi;
- scuola materna Filomena Saldarini Catelli;
- Museo del Cavallo Giocattolo;[29]
- Asilo nido per i figli dei dipendenti dell'Ospedale Sant'Anna di Como.
- Nel 2014 la città di Como gli ha dedicato un tratto del lungolago cittadino.